# Филицид
Филици́д (лат. filicide, от filius — сын либо filia -дочь и суффикса -cide, означающего «убивать», «лишать жизни», «причинять смерть») — преднамеренное убийство ребёнка родителем.

## Разновидности и мотивы филицида
Доктор Филлип Ресник (Phillip Resnick), изучавший филицид в 1969 году, отметил несколько основных мотивов совершения этого преступления, в том числе:
- альтруистический;
- фатальное плохое обращение;
- нежеланный ребёнок;
- супружеская месть[1].

«Альтруистические» убийства случаются, когда родитель считает, что этот мир будет слишком жесток к его ребёнку, или что ребёнок сильно страдает (независимо от того, страдает ли тот на самом деле или нет). Смерть ребёнка в результате ненадлежащего обращения родителей с ним не всегда можно считать умышленным убийством; иногда в этих случаях проявляется синдром Мюнхгаузена по доверенности. Убийство своего ребёнка по мотивам мести супругу или супруге встречается намного реже. Глен Гаррутерс (Glen Carruthers) утверждает, что совершающие такое преступление рассматривают своего ребёнка как некий «объект».

## Статистика
В 1999 году Департамент юстиции США пришёл к выводу, что среди младенцев, убитых их родителями в период с 1976 по 1997 год, больше убитых матерями, а среди детей от восьми лет и старше — убитых отцами. Девочки составили 58 % среди убитых матерями, а мальчики — 42 % среди убитых отцами. Среди всех убийств детей младше пяти лет 61 % совершено их родителями. Иногда такое убийство ребёнка совмещается с самоубийством родителя (суицидальный филицид). По статистике ФБР, в среднем в США в год происходит 450 убийств детей их родителями.
По итогам 2013 года в США среди причин смерти детей убийства входят в пятёрку наиболее распространённых, а в отношении детей от 1 до 4 лет — в тройку. Установлена прямая корреляция между уровнем злоупотреблений по отношению к детям и уровнем убийств детей.
Совершение такого преступления часто связано с психическим расстройством исполнителя. Так тщательное лонгитюдное исследование 297 случаев судебно доказанного филицида и 45 случаев суицидального филицида, произошедших в Великобритании с 1997 по 2006 год, показало, что у 37 % исполнителей на момент совершения преступления уже имелось психическое расстройство. Наиболее распространённые диагнозы — аффективные расстройства и расстройство личности, реже встречаются психозы (15 % случаев). При этом большинство исполнителей до совершения преступления не обращались за психологической или психиатрической помощью, и лишь немногие ранее получали лечение (то же самое подтверждается и обширным датским исследованием). Среди матерей-детоубийц преобладают родившие в подростковом возрасте и распространена постнатальная депрессия. В целом среди всех исследованных случаев убийства детей их отцами происходили существенно чаще, чем матерями. Также у отцов-детоубийц более часто встречаются злоупотребление психоактивными веществами и убийства нескольких лиц, чем у матерей-детоубийц. Среди потерпевших больше всего младенцев.Филицид- трагическое и сложное событие с многочисленными влияниями, которые понятны лишь частично.

## В массовой культуре
- Рассказ Михаила Шолохова «Родинка» (1924).
- Рассказ Агаты Кристи «Коробка конфет» (1974).
- Д/ф. «Матери — убийцы» из цикла «Особо опасен!» (2005).
- Д/ф. «Уж замуж невтерпёж» из цикла «Вне закона» (2006).
- Д/ф. «Жажда свадьбы» из цикла «Вне закона» (2006).
- Д/ф. «Танец с ножами» из цикла «Вне закона» (2007).